# Tripterodendron
Tripterodendron es un género de plantas de la familia de las Sapindaceae. Contiene una especie

## Especies seleccionadas
- Tripterodendron filicifolium

- Datos: Q9090170
- Especies: Tripterodendron